# Giải của Hiệp hội phê bình phim Florida cho nam diễn viên chính xuất sắc nhất
Giải FFCC cho nam diễn viên chính xuất sắc nhất là một trong các giải của FFCC dành cho nam diễn viên đóng vai chính trong một phim, được bầu chọn là xuất sắc nhất. Giải này được lập từ năm 1996.

## Các người đoạt giải

### Thập niên 1990
| Năm  | Diễn viên     | Phim              | Vai diễn                 |
| ---- | ------------- | ----------------- | ------------------------ |
| 1996 | Geoffrey Rush | Shine             | David Helfgott           |
| 1997 | Robert Duvall | The Apostle       | Euliss Dewey/The Apostle |
| 1998 | Ian McKellen  | Apt Pupil         | Kurt Dussander           |
| 1998 | Ian McKellen  | Gods and Monsters | James Whale              |
| 1999 | Kevin Spacey  | American Beauty   | Lester Burnham           |

### Thập niên 2000
| Năm  | Diễn viên              | Phim                      | Vai diễn               |
| ---- | ---------------------- | ------------------------- | ---------------------- |
| 2000 | Geoffrey Rush          | Quills                    | Marquis de Sade        |
| 2001 | Billy Bob Thornton     | Bandits                   | Terry Lee Collins      |
| 2001 | Billy Bob Thornton     | The Man Who Wasn't There  | Ed                     |
| 2001 | Billy Bob Thornton     | Monster's Ball            | Hank Grotowski         |
| 2002 | Daniel Day-Lewis       | Gangs of New York         | William "Bill" Cutting |
| 2003 | Sean Penn              | 21 Grams                  | Paul Rivers            |
| 2003 | Sean Penn              | Mystic River              | Jimmy Markum           |
| 2004 | Jamie Foxx             | Ray                       | Ray Charles            |
| 2005 | Philip Seymour Hoffman | Capote                    | Truman Capote          |
| 2006 | Forest Whitaker        | The Last King of Scotland | Idi Amin               |
| 2007 | Daniel Day-Lewis       | There Will Be Blood       | Daniel Plainview       |
| 2008 | Mickey Rourke          | The Wrestler              | Randy Robinson         |
| 2009 | George Clooney         | Up in the Air             | Ryan Bingham           |

### Thập niên 2010
| Năm  | Người đoạt giải    | Phim              | Vai               |
| ---- | ------------------ | ----------------- | ----------------- |
| 2010 | Colin Firth        | The King's Speech | George VI của Anh |
| 2011 | Michael Fassbender | Shame             | Brandon Sullivan  |

Bản mẫu:FFCC Awards Chron